# 서남이베리아 지중해성 경엽수혼합림
서남이베리아 지중해성 경엽수혼합림(영어: Southwest Iberian Mediterranean sclerophyllous and mixed forests)은 서남유럽의 지중해성 삼림·소림·관목지다. 이베리아반도 서남부를 점하며, 포르투갈과 에스파냐의 서남해안 저지대와 산악지대를 포함한다.
대서양의 영향을 받는 지중해성 기후로, 여름이 다른 지중해성 기후 지역보다 선선하다. 해발 1500 미터 아래로는 겨울에 서리도 잘 얼지 않는다.
식물상은 다음과 같다.
- 상록참나무 삼림: 코르크나무와 상록참나무가 우세하여 임관층을 이룬다. 그 아래로 월계수, 딸기나무, 나무구석남, 호랑가시나무, 녹감람나무, 은매화 등의 작은키나무와 관목들이 하목층을 이룬다.[3]
- 개방임관 참나무 소림은 관목지나 사바나를 하목층으로 가지며, 하목층에 반일화를 비롯한 작은키관목이 흔하다. 이 유형은 대개 인간의 활동으로 인해 숲이 교란된 결과 만들어진다.[4]
- 상록 소림 및 마키(maquis: 고지 관목지): 야생 올리브, 케럽, 유럽부채종려, 매스틱나무 등이 자란다.[5]
- 마투(포르투갈어: mato: 저지 관목지): 반일화가 압도적으로 우세하며, 라벤더 등이 함께 자라기도 한다. 이런 마투는 토질이 척박한 지역, 또는 산불, 벌채, 농축산업에 의해 교란된 지역에서 형성된다. 반월화는 내화성 식물로, 산불을 이용해 종자를 발아시키고 경쟁 식물들을 쓸어버린다. 그 밖에도 토질에 따라 형성되는 관목지들이 있다. 산성 토양에 형성되는 관목지는 serra, 석회 토양에 형성되는 관목지는 barrocal, 해안 토양에 형성되는 관목지는 litoral라 한다.[6][7]
- 우산소나무 소림: 모래사장이나 사구 근처에서 자란다.[8]

동물상으로는 절멸위기에 처한 이베리아스라소니와 이베리아황제수리가 서식한다. 두 종 모두 도냐나 국립공원 안팎에서 살고 돌아다닌다.